# Задержка месячных
Задержка месячных — нарушение менструальной функции, проявляющееся отсутствием циклического кровотечения свыше 35 дней. Задержка месячных, длящаяся 6 месяцев, называется аменореей.

## Основные причины задержки месячных
Небольшие отклонения начала месячных — это нормальное явление, но только в том случае, когда задержка составляет не более 5—7 дней. Нормой является менструальный цикл, который длится от 28 до 35 дней. Однако, важнейшим показателем является регулярность цикла. Цикл считается от первого дня месячных до дня начала следующих.
Первой и частой причиной задержки месячных является беременность. Причиной нарушения менструальной функции также могут послужить: стресс, психические и неврологические заболевания, авитаминоз, ожирение, профессиональные вредности, инфекционные заболевания, заболевания сердечно-сосудистой и кроветворной систем, заболевания печени, гинекологические операции, травма мочеполовых путей, нарушение полового созревания, гормональная перестройка в климактерическом периоде, а также генетические заболевания. Приведённые факторы могут оказывать изолированное или сочетаемое влияние, поэтому не всегда удаётся выяснить основную причину.

### Задержка месячных у подростков
В первые год-два от начала первых менструаций у девушки в подростковом возрасте редко бывает постоянный цикл. То есть промежуток времени между началом одних критических дней и других, как это должно быть в норме, неодинаков.
Дело в том, что в первые два года у растущей девушки гормональный фон нестабилен, возможны спады и взлёты настроения, что говорит о падении или повышении уровня гормонов в крови. Как только гормоны перестанут бушевать, цикл наладится.

### Задержка месячных при гинекологических заболеваниях и расстройствах
Причиной задержки месячных может служить нарушение функции щитовидной железы, которая отвечает за выработку гормонов. И если в подростковом возрасте это нормальное явление, то для взрослой женщины это сигнал обратиться к эндокринологу и гинекологу. Дисбаланс гормонального фона ведет к нарушению работы яичников, так называемой дисфункции.
Воспалительные процессы во внутренних женских органах, а также опухоли различной этиологии, эндометриоз, тоже могут стать причиной задержки месячных. Причём отрицательный тест при такой задержке также вероятен, как и ложноположительный.
Причиной задержки месячных также может быть такое заболевание, как синдром поликистозных яичников. Это явление, при котором функция репродуктивных органов нарушена из-за образования в яичниках кист. Происходит это часто из-за повышенного уровня тестостерона — мужского гормона — в организме женщины. Месячные могут исчезать на несколько месяцев, при этом не происходит овуляция.
Избыток тестостерона часто можно определить по внешнему виду больной. Это избыточная масса тела, повышенная волосатость (ноги, подмышки, паховая область, кожа над верхней губой), жирная кожа лица и головы. Процесс считается вполне обратимым при своевременно начатом лечении. В случае отсрочивания лечения, болезнь может усугубиться и привести к бесплодию.

### Нарушение созревания фолликула
Нарушение созревания фолликула может быть в виде персистенции фолликула или его атрезии.
Персистенция фолликула. Фолликул в течение 1-й фазы цикла созревает до зрелого и готового к овуляции. В это время повышается количество лютеотропного гормона (ЛГ) гипофиза, стимулирующего овуляцию. При персистенции фолликула ЛГ не повышается, и разрыв фолликула не происходит, а фолликул продолжает существовать (персистировать). Значит в организме будет преобладать эстрогенный гормональный фон.
Атрезия фолликула. Фолликул не доходит до своего конечного развития, а подвергается сморщиванию на этапах малого зреющего фолликула. Обычно в этих случаях в яичнике развивается не один, а два фолликула. Им на смену развиваются следующие два фолликула, которые затем также атрезируются. В этом случае также нет овуляции, также будет эстрогенный гормональный фон, но не резко выраженный.
В гиперплазированном эндометрии происходит разрастание сосудов. Они становятся ломкими, подвергнутыми эстрогенным влияниям. А уровень эстрогенов непостоянен, он то увеличивается, то уменьшается. В ответ на уменьшение эстрогенов в гиперплазированном эндометрии образуется тромбоз и некроз, что ведёт к его отторжению. Но дело в том, что такой гиперплазированый эндометрий никогда не может отторгнуться полностью, а тем более принять оплодотворенную яйцеклетку.
Таким образом, при ановуляторных кровотечениях в яичниках могут быть изменения по типу атрезии фолликула или по типу персистенции фолликула. Как правило, и в том, и в другом случае характерен период задержки менструаций (в 70-80 % случаев кровотечение начинается после задержки). В 20 % — менструация может начаться в срок, но вовремя не закончиться. Основная жалоба — кровотечение на фоне задержки. Диагноз устанавливается на основании жалоб и анамнеза (истории заболевания), обследования по тестам функциональной диагностики (однофазная базальная температура и др..) И гистологическому исследованию эндометрия.

### Задержка, обусловленная физиологическими причинами
Обусловленной физиологическими причинами можно считать:
- задержку месячных, вызванную сильным эмоциональным или физическим напряжением: стрессом, повышенными спортивными, учебными нагрузками или нагрузками на работе;
- задержку месячных вследствие непривычных изменений в образе жизни: смены характера работы, резкой перемены климата;
- задержку месячных из-за недостаточного питания и соблюдения строгих диет;
- задержку месячных в периоды гормональных перестроек: полового созревания или климакса;
- задержку месячных как состояние после отмены противозачаточных гормональных средств, вызванное временным гиперторможением работы яичников после длительного получения гормонов извне. Если задержка месячных наблюдается в течение 2-3 циклов, необходимо посетить гинеколога.
- задержку месячных после применения препаратов экстренной контрацепции («Эскапела», «Постинора» и др.), содержащих высокую дозу гормонов;
- задержку месячных в послеродовом периоде, связанную с выработкой гормона гипофиза пролактина, отвечающего за секрецию молока и подавляющего циклическую функцию яичников. Если женщина не кормит грудью, то менструация должна восстановиться примерно спустя 2 месяца после родов. При осуществлении грудного вскармливания менструация восстанавливается после отнятия ребёнка от груди. Однако, если задержка месячных составляет более года после родов, необходимо проконсультироваться у гинеколога.
- задержку месячных, вызванную простудными заболеваниями (ОРВИ, грипп), хроническими заболеваниями: гастритом, нарушением функций щитовидной железы, сахарным диабетом, заболеваниями почек и мн. др., а также приёмом некоторых лекарственных препаратов.

Стресс, независимо от того, сколько он продлится по времени, может стать причиной отсутствия менструального цикла. Он провоцирует сбой в работе функций головного мозга, которые отвечают за половую активность. В зависимости от силы стресса менструации могут исчезнуть на несколько лет.
Причиной задержки может выступать и прерывание беременности. Во время аборта могут повредиться ткани матки или нарушиться гормональный баланс. Прерывание беременности может происходить путём выскабливания, вакуумным методом, приёмом препаратов, провоцирующих выкидыш. В любом случае аборт характеризуется удалением выстилки матки, которая является хранилищем менструальной крови. Чтобы она образовалась вновь, необходимо больше месяца.
Оральные контрацептивы иногда восстанавливают менструальный цикл, но бывает и наоборот. Если женщина принимает препараты уже длительное время или только прекратила приём, то яичники могут работать медленно, как бы заторможенно, от этого месячных может не быть в течение двух, а то и трёх менструальных циклов.
Среди причин нередко называют быстрое и значительное снижение веса. Существует специальная менструальная масса. Если при стремлении похудеть вес женщины составляет менее 45 кг, то месячные прекращаются. У организма нет средств для нормального функционирования не только половой системы, он не может поддерживать работу и всех других органов. То же самое может произойти и в том случае, если лишний вес переходит границы дозволенного, а именно подползает к третьей степени ожирения.
Неправильное питание, недостаточное количество витаминов, нарушение обмена веществ также относятся к достаточно частым причинам задержки месячных. Одной из причин задержки месячных гинекологи склонны считать недостаток в организме витамина E. Избыток витамина E не менее вреден, чем его недостаток.

## Нормальное течение цикличности месячных
Обычный менструальный цикл наступает в 10-15 лет, у юной женщины, после этого считается, что тело перешло в фазу, когда оно может выполнять полноценное зачатие. Эта система работает каждый месяц вплоть до 46-52 лет, но это средняя цифра. (Есть случаи и более позднего прекращения месячных.) Затем наступает снижение продолжительности по времени месячных, и количества выделяющейся при этом крови. В итоге, менструации полностью прекращаются.